# Amanita bisporigera
Мухомор біспоріґера (Amanita bisporigera) — вид грибів роду мухомор (Amanita). Сучасну біномінальну назву надано у 1906 році.

## Поширення та середовище існування
Поширений на заході Північної Америки (США, Канада). Росте в лісах у симбіозі з деревами.

## Практичне використання
Смертельно отруйний гриб, за що був названий «нищівним ангелом» (англ. destroying angel).
Зображений на марках Беніну 1997 року.